# Fragaria nilgerrensis
Fragaria nilgerrensis е вид дива ягода, родов от Южна и Югоизточна Азия.

## Описание
Плодовете ѝ са бели до светлорозови, с лош вкус, заради което нямат търговска стойност. По външен вид е подобна на Fragaria moupinensis.
Всички ягоди имат основен хаплоиден брой от 7 хромозоми. Fragaria nilgerrensis е диплоиден, като има 2 двойки от тези хромозоми за общо 14 хромозоми.